# Bill Lee (musicien)
Pour les articles homonymes, voir Bill Lee et Lee.
Bill Lee, né le 23 juillet 1928 à Snow Hill en Alabama et mort le 24 mai 2023 à New York, est un compositeur et acteur américain.

## Biographie

### Famille
Bill Lee est le père du réalisateur Spike Lee, de l'actrice Joie Lee et de l'acteur Cinqué Lee.

## Filmographie

### Comme compositeur
- 1983 : Joe's Bed-Stuy Barbershop: We Cut Heads
- 1986 : Nola Darling n'en fait qu'à sa tête (She's Gotta Have It)
- 1988 : School Daze
- 1989 : Do the Right Thing
- 1990 : Mo' Better Blues
- 1996 : Never Met Picasso

### Comme acteur
- 1986 : Nola Darling n'en fait qu'à sa tête (She's Gotta Have It) : Sonny Darling
- 1990 : Mo' Better Blues : le père de la mariée
- 1993 : Rage of Vengeance de Serge Rodnunsky (en) : le propriétaire du restaurant